# Lijst van windmolens in België
De volgende lijst geeft een overzicht van een aantal traditionele windmolens in België, gerangschikt volgens provincie. Moderne windturbines worden hier niet opgelijst. Zie daarvoor o.a. windturbines in Vlaanderen. België telt ongeveer 780 windmolens. Waarvan 381 op het land en 399 in de zee.

## Provincie Luxemburg
Er zijn geen windmolens in de provincie Luxemburg bekend.